# Big Spender
Big Spender è un brano musicale scritto da Cy Coleman e Dorothy Fields per il musical Sweet Charity, interpretato per la prima volta nel 1966. Nel musical esso è cantato dalle ragazze hostess, con la coreografia di Bob Fosse. Il brano è anche presente nella versione cinematografica Sweet Charity - Una ragazza che voleva essere amata (1969).

## Versione di Shirley Bassey
Nel 1967 la cantante gallese Shirley Bassey ha inciso il brano come singolo per la United Artists Records, con la produzione di Norman Newell. Questa versione è presente nel film Tu chiamami Peter (2004) e negli album I Am What I Am (1984) e Get the Party Started (2007).

### Tracce
- 7"

1. Big Spender
2. Dangerous Game

## Altre versioni
- La cantante jazz Peggy Lee ha registrato la canzone nel 1966.
- La cantante statunitense Chaka Khan ha inciso il brano per il suo album ClassiKhan (2004).
- La cantante e attrice statunitense Bette Midler ha inserito una sua cover nell'album Bette Midler Sings the Peggy Lee Songbook del 2005.
- Queen live at Hammersmith Odeon 1975
- Queen live at Wembley Stadium 1986
- Raffaella Carrà ha registrato una versione italiana della canzone sotto il titolo "Questo è l'uomo" nel 1976